# Ficedula
Ficedula là một chi chim trong họ Muscicapidae.

## Hình ảnh

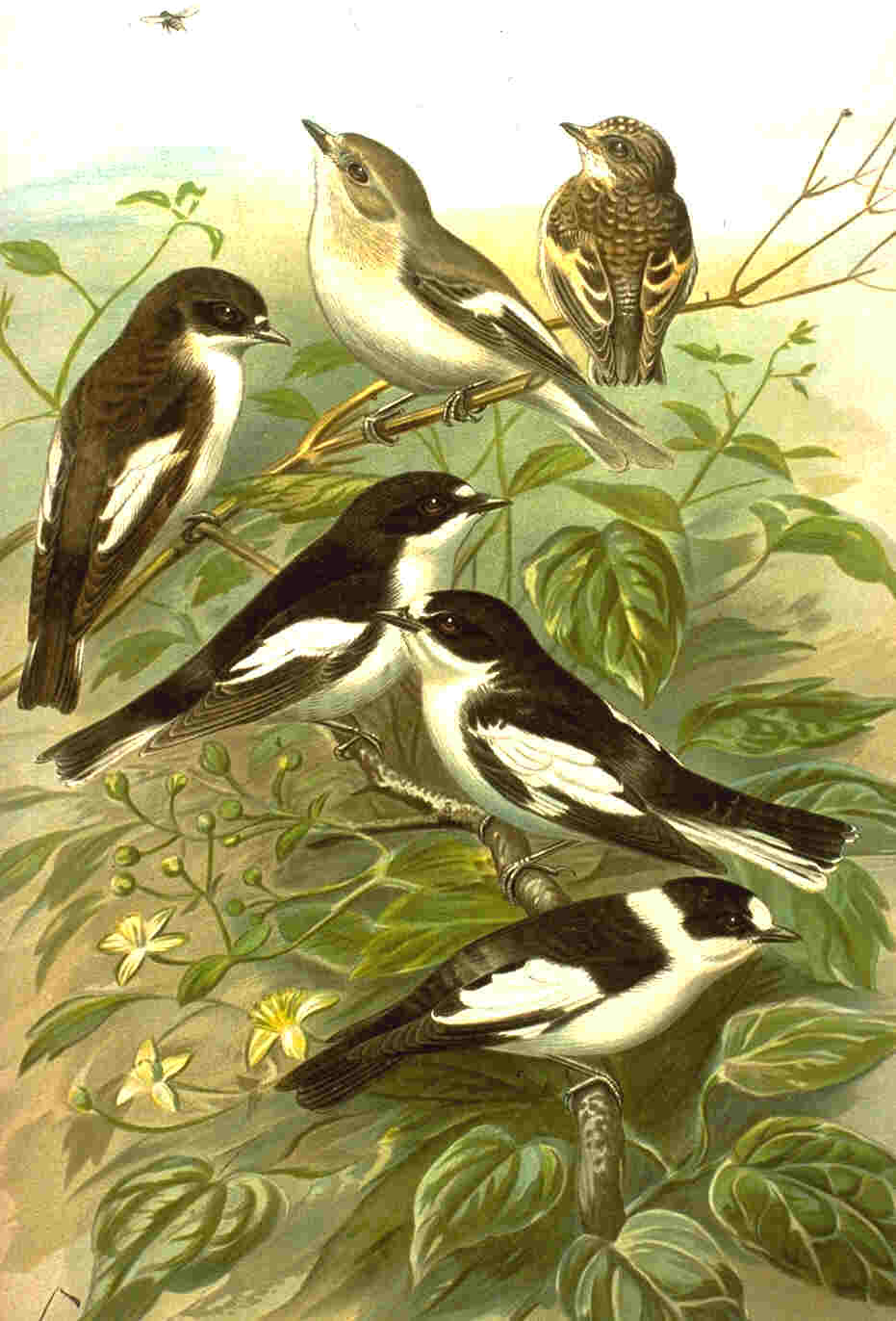
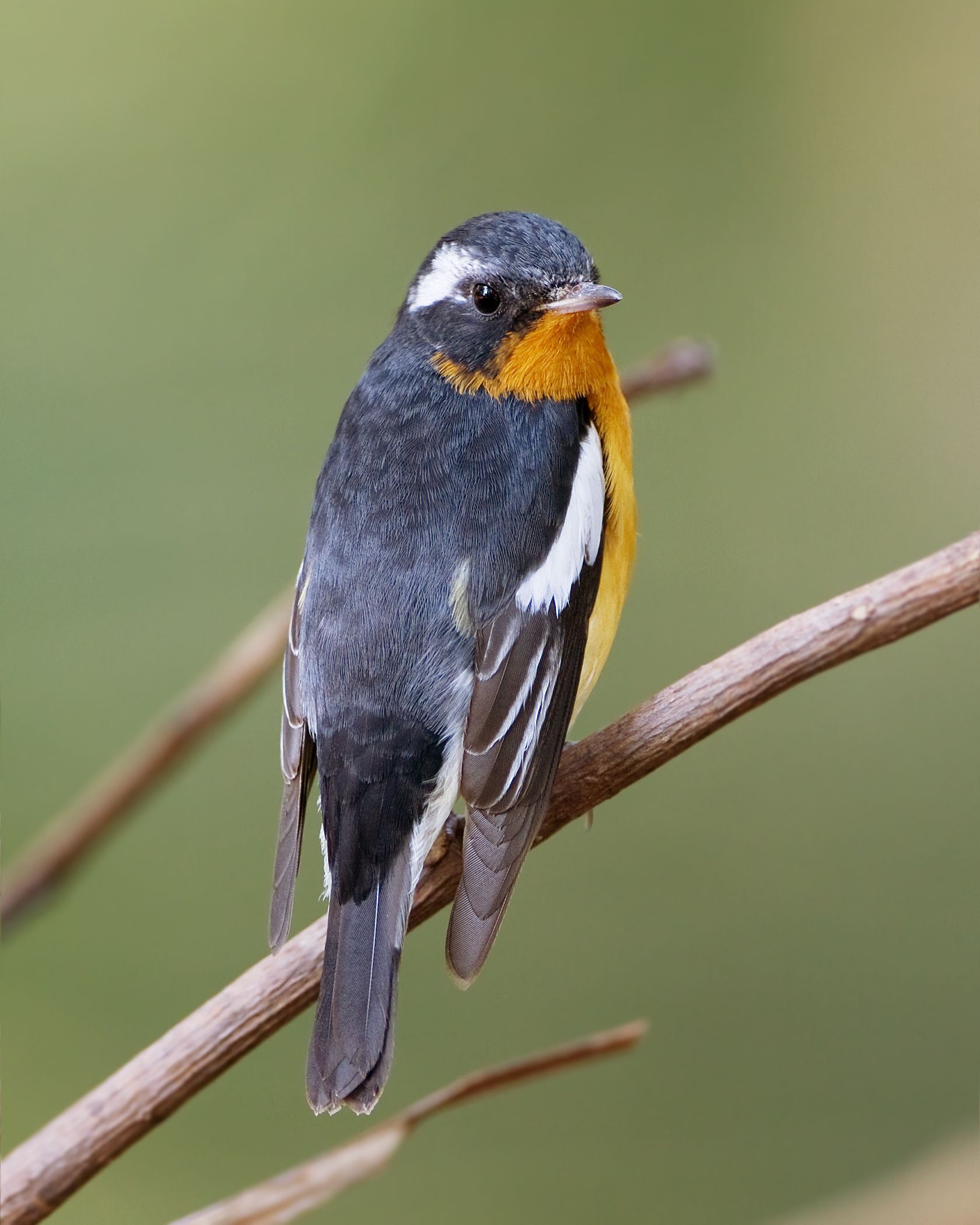
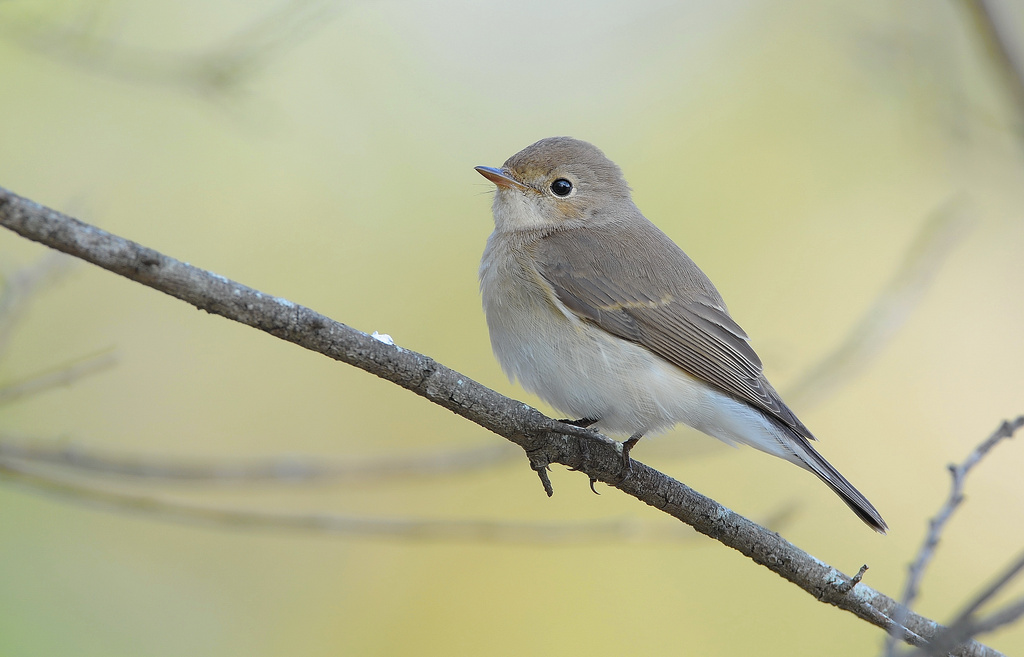
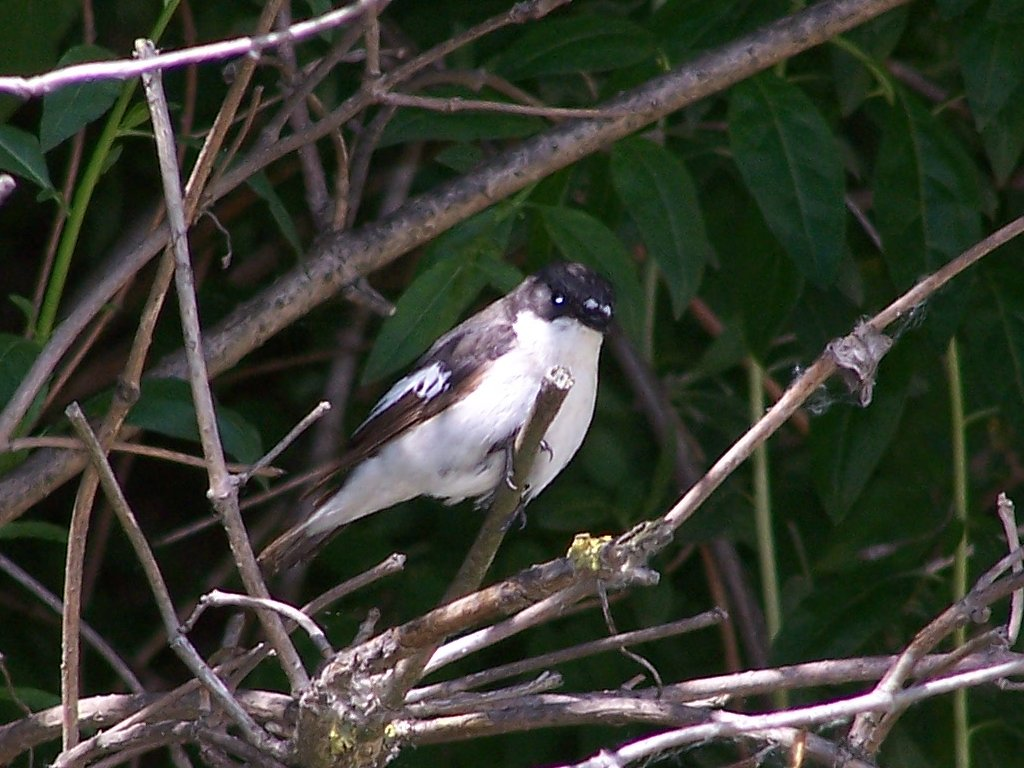
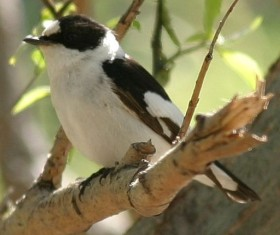

## Các loài
Chi này chứa các loài.
- Ficedula ruficauda
- Ficedula hypoleuca
- Ficedula speculigera
- Ficedula albicollis
- Ficedula semitorquata
- Ficedula zanthopygia
- Ficedula narcissina
- Ficedula owstoni[3]
- Ficedula elisae
- Ficedula mugimaki
- Ficedula erithacus
- Ficedula hodgsoni
- Ficedula dumetoria
- Ficedula riedeli
- Ficedula strophiata
- Ficedula parva
- Ficedula albicilla
- Ficedula subrubra
- Ficedula hyperythra
- Ficedula basilanica
- Ficedula rufigula
- Ficedula buruensis
- Ficedula henrici
- Ficedula harterti
- Ficedula platenae
- Ficedula crypta
- Ficedula luzoniensis
- Ficedula disposita
- Ficedula bonthaina
- Ficedula westermanni
- Ficedula superciliaris
- Ficedula tricolor
- Ficedula sapphira
- Ficedula nigrorufa
- Ficedula timorensis